# Trolejbusy w Pardubicach
Trolejbusy w Pardubicach − system komunikacji trolejbusowej działający w czeskim mieście Pardubice.

## Historia
Decyzję o budowie sieci komunikacji trolejbusowej w Pardubicach podjęto w 1950. Pierwsza linia trolejbusowa miała połączyć dworzec kolejowy z Rybitví. W 1951 przedłużono budowaną linię do końcówki Lázní Bohdaneč. Otwarcie linii nastąpiło 21 stycznia 1952. Do obsługi linii posiadano 6 trolejbusów Škoda 7Tr. Do 1953 w mieście znajdowała się tymczasowa zajezdnia Dukla, którą przeniesiono do nowej zajezdni Jesničánek. W 1954 wybudowano linię do Slovany. Wówczas w mieście było 20 trolejbusów Škoda 7Tr. W 1956 do miasta dostarczono 3 używane trolejbusy Tatra T-86 pochodzące z Pragi. W latach 60. XX w. otwarto trzy nowe odcinki sieci:
- w 1964 do Pardubiček
- w 1966 do Židova, Dukla

Od 1984 rozpoczęto dostawy trolejbusów Škoda 14Tr. W 1998 rozpoczęto budowę linii do Dubina.

## Linie
W Pardubicach istnieje 10 linii trolejbusowych:
- 1: Jesničánky – Slovany
- 2: Polabiny – Pardubičky
- 3: Nádraží ČD – UMA - Lázně Bohdaneč
- 4: Třída Míru – Polabiny
- 5: Dukla, točna - Dubina, Sever
- 7: Dukla, vozovna – Semtín, hlavní brána ( - Uma, točna)
- 11: (Uma, továrna -) Globus – Dubina, Sever
- 13: Polabiny, Sluneční – Dubina, Sever
- 21: Slovany - Třída Míru - Hlavní nádraží - Polabiny, Sluneční
- 27: Pardubičky - Dukla, náměstí - Pardubičky

## Tabor
W Pardubicach eksploatowanych jest 268 trolejbusów:
- Škoda 14Tr − 42 busów
- Škoda 21Tr − 96 busów
- Škoda 28Tr Solaris − 57 busów
- Škoda 24Tr Irisbus − 13 busów